# Goffredo D'Andrea
Goffredo D'Andrea (fl. XX secolo) è stato un attore italiano.

## Biografia
D'Andrea è apparso principalmente durante l'epoca del film muto. Ha anche lavorato occasionalmente come sceneggiatore e regista. È apparso su circa una trentina di film dal 1916 al 1954.

## Filmografia

### Attore
- Carmela, la sartina di Montesanto, regia di Elvira Notari (1916)
- Un duello nell'ombra, regia di Aldo Molinari (1916)
- Castigo, regia di Ubaldo Maria Del Colle (1917)
- La principessa di Bagdad, regia di Baldassarre Negroni (1918)
- La via più lunga, regia di Mario Caserini (1918)
- Una peccatrice, regia di Giulio Antamoro (1918)
- Sole, regia di Giulio Antamoro (1918)
- La canaglia di Parigi, regia di Gennaro Righelli e Polidor (1919)
- Io te uccido!, regia di Giulio Antamoro (1919)
- L'ultimo romanzo di Giorgio Belfiore, regia di Charles Krauss (1920)
- Il miracolo, regia di Mario Caserini (1920)
- Un cuore nel mondo, regia di Amleto Palermi (1920)
- Non uccidere!, regia di Mario Volpe (1920)
- Il piccolo santo, regia di Ugo Falena (1920)
- Giulia, figlia di Claudio, regia di Giorgio Ricci (1920)
- Cenerentola, regia di Ugo Falena e Giorgio Ricci (1920)
- Le due esistenze, regia di Ugo Falena e Giorgio Ricci (1920)
- Il marito perduto, regia di Edoardo Bencivenga (1920)
- Luce nell'ombra, regia di Giorgio Ricci (1921)
- L'ingenuo, regia di Giorgio Ricci (1921)
- Non tutta io morrò!, regia di Mario Volpe (1921)
- La congiura dei Fieschi, regia di Ugo Falena (1921)
- Fenesta ca lucive..., regia di Armando Fizzarotti e Mario Volpe (1926)
- Napule ca se ne và, regia di Ubaldo Maria Del Colle (1926)
- Stella del mare, regia di Ubaldo Maria Del Colle (1928)
- Assunta Spina, regia di Roberto Roberti (1930)
- Fiocca la neve, regia di Emanuele Rotondo (1931)
- Piscatore 'e Pusilleco, regia di Giorgio Capitani (1954)

### Attore e regista
- Vicenzella (1923)
- Totonno se ne va (1924)

### Regista
- 'A peggio offesa (1924)

### Sceneggiatore
- Due cuori fra le belve, regia di Giorgio Simonelli (1943)
- Guarany, regia di Riccardo Freda (1948)